# Chwytowo
Chwytowo – kolonia w Polsce, położona w województwie lubuskim, w powiecie strzelecko-drezdeneckim, w gminie Strzelce Krajeńskie.
Miejscowość wchodzi w skład sołectwa Sławno.
Przez przysiółek przebiega droga wojewódzka nr 156.
Do 2024 r. miejscowość była przysiółkiem wsi Sławno. W latach 1975–1998 przysiółek należał administracyjnie do województwa gorzowskiego.